# 姜貞愛
姜 貞愛（カン・ジョンエ、朝: 강정애、1957年5月5日 - ）は、大韓民国の淑明女子大学校19代総長。
夫は独立運動家の権晙の孫である。父は朝鮮戦争参戦者で武功勲章の受章者であるため、2023年12月に大統領の尹錫悦により国家報勲部長官に指名され、26日に就任式を開いた。

## 学歴
- 淑明女子大学校経営学科学士
- 淑明女子大学校大学院経営学碩士

## 経歴
- 淑明女子大学校経営学部教授
- 2016年9月 - : 淑明女子大学校第19代総長